# DECA (організація)
DECA (ДЕКА, також відома як Collegiate DECA на рівні університету, і раніше відома як Delta Epsilon Chi та Distributive Education Clubs of America) — міжнародна асоціація учнів шкіл, студентів та викладачів маркетингу, менеджменту та підприємництва, бізнесу, фінансів, гостинності, маркетингу продажів і обслуговування. Головний офіс у Рестоні, штат Вірджинія.
Організація готує лідерів та підприємців для кар'єри та освіти в області маркетингу, фінансів, гостинності, управління та інших областях бізнесу. Це одна з десяти організацій, перелічених як Кар'єрні і Технічні Учнівські організації Департаменту освіти Сполучених Штатів (Career and Technical Student Organizations by the United States Department of Education).
Як виконавчий директор організацією керував від 1992-2014 Доктор Ед Девіс. У 2014 році Павло Вардінськи був обраний новим виконавчим директором. Сьогодні організація DECA зростає і розширює участь у суспільних заходах, професійному розвитку та можливостях лідерства. Стипендіальна програма DECA, заснована в 1962 році, зросла з $ 4,750 до більше ніж $ 300,000.
Члени DECA тісно співпрацюють з Асоціацією М'язової Дистрофії (The Muscular Dystrophy Association), щоб допомогти знайти ліки для нервово-м'язових захворювань.
Організація DECA розповсюджена в кожному штаті США, на чотирьох територіях США, у Канаді, Австралії, Мексиці, Іспанії, Німеччині, Південній Кореї, Китайській Народній Республіці, Туреччині, Гонконзі. Клуби DECA існують у школах, вузах, центрах професійної орієнтації, коледжах, технікумах, а також у приватних та церковно-парафіяльних школах.